# Întorsura (Dolj)
Întorsura è un comune della Romania di 1 564 abitanti, ubicato nel distretto di Dolj, nella regione storica dell'Oltenia.